# Spider-Man (série de films)
Pour les articles homonymes, voir Spider-Man (homonymie).
Spider-Man est une série de films américains de super-héros, adaptés des comics de Marvel Spider-Man de Stan Lee et Steve Ditko.

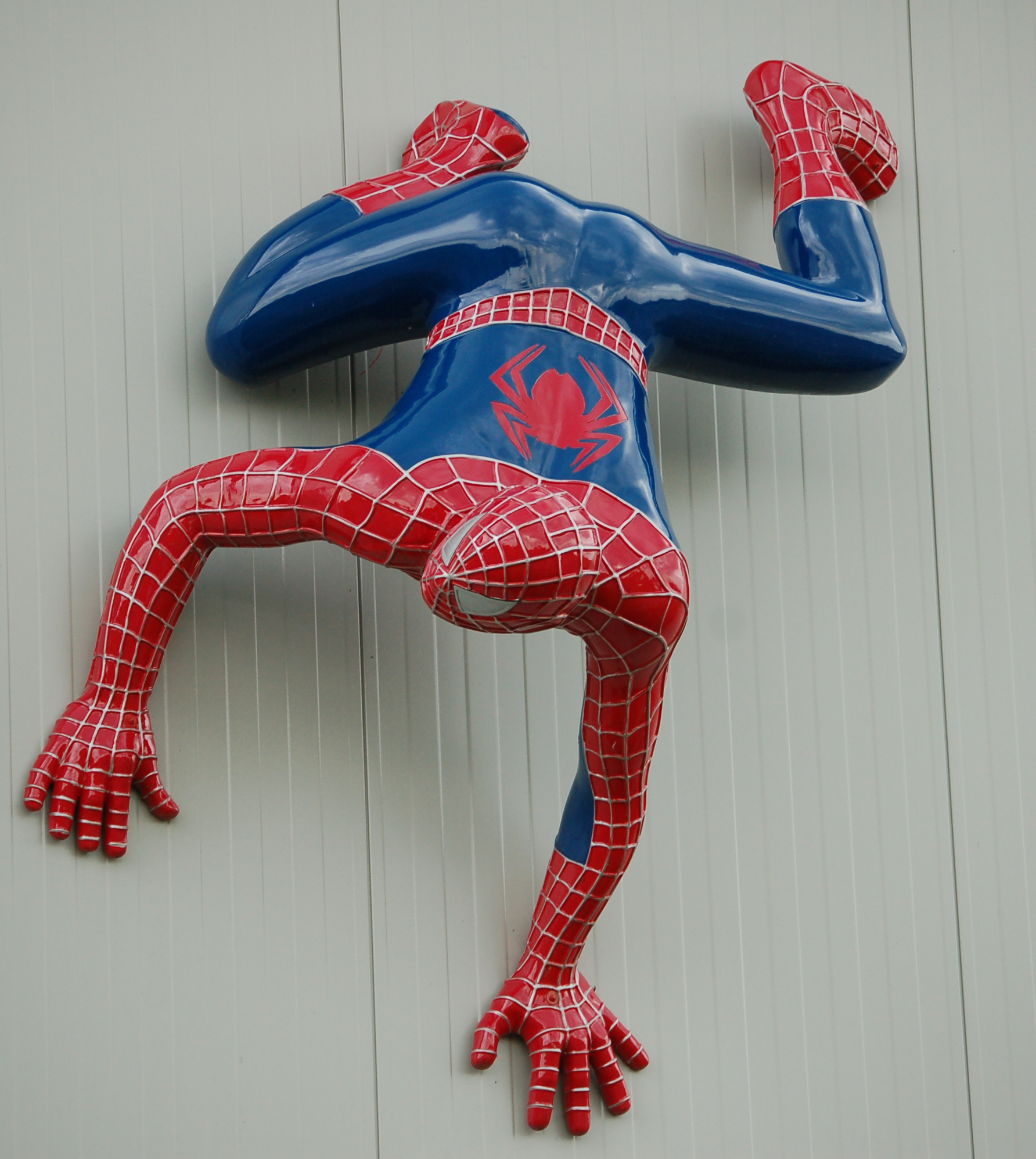
Spider-Man

Logo de Sony, la maison de production principale pour les films Spider-Man.

La bande dessinée avait déjà fait l'objet dans les années 1970 d'une adaptation en série télévisée, dont trois épisodes, L'Homme araignée, La Riposte de l'homme-araignée et Spider-Man défie le Dragon, étaient sortis en France dans les salles de cinéma.
Une trilogie est réalisée par Sam Raimi : Spider-Man (2002), Spider-Man 2 (2004) et Spider-Man 3 (2007). Le rôle-titre est incarné par Tobey Maguire, tandis que Kirsten Dunst endosse celui de Mary Jane Watson, et James Franco le rôle du jeune héritier Harry Osborn.
Le studio Sony reboote la franchise en 2010, cette fois avec Marc Webb derrière la caméra : Andrew Garfield dans le rôle-titre et Emma Stone dans celui de Gwen Stacy. The Amazing Spider-Man, sorti en 2012, est un succès commercial et convainc la critique. Cependant, sa suite The Amazing Spider-Man : Le Destin d'un héros, sortie en 2014, peine à convaincre le public nord-américain et connait le plus mauvais accueil critique de la franchise. Cela annule définitivement les projets des deux suites et laisse en suspens le spin-off Sinister Six, pour une durée indéterminée.
Sony reboote une seconde fois la franchise, en collaboration avec Marvel Studios, et ce, de façon à intégrer cette fois-ci le personnage à l'univers cinématographique Marvel où
Tom Holland reprend le rôle. Il apparaît tout d'abord dans Captain America: Civil War en 2016, puis le nouveau film Spider-Man s'intitule Spider-Man: Homecoming et sort en 2017. Après une nouvelle apparition dans Avengers: Infinity War en 2018 et sa suite Avengers : Endgame sorti le 24 avril 2019, la même année Spider-Man: Far From Home, est sortie. Enfin, en 2021, les trois acteurs ayant tenu le rôle sur grand écran sont réunis dans Spiderman: No Way Home grâce au concept du multivers, Tom Holland étant donc rejoint par Tobey Maguire et Andrew Garfield.
Par ailleurs, Sony lance un univers de fiction spin-off, intitulé Sony's Marvel Universe. Le premier film, Venom, est sorti en 2018, et sa suite le 1er octobre 2021. Un autre spin-off, Morbius est sorti le 30 mars 2022. Puis, le second volume de cette nouvelle saga, Venom : Let There Be Carnage, sorti 4 ans plus tard le 1 octobre.

## Synopsis

Maison mère et coproduction des films Spider-Man.

Orphelin, Peter Parker est élevé par sa tante May et son oncle Ben dans le quartier de Forest Hills, dans le Queens, à New York. Tout en poursuivant ses études à l'université, il trouve un emploi de photographe au journal Daily Bugle. Il partage son appartement avec Harry Osborn, son meilleur ami, et rêve de séduire la belle Mary Jane.
Cependant, après avoir été mordu par une araignée génétiquement modifiée, Peter voit son agilité et sa force s'accroître et se découvre des super-pouvoirs. Devenu Spider-Man, il décide d'utiliser ses nouvelles capacités au service du bien et affronte divers antagonistes : le Bouffon vert, le Docteur Octopus, l'Homme-sable ou encore Venom.
 Pour plus de détails, voir Fiche technique et Distribution

## Films des années 1970
Les aventures de Spider-Man avaient déjà fait l'objet d'une adaptation à l'écran dans les années 1970, via la série télévisée The Amazing Spider-Man, qui a connu deux saisons et quatorze épisodes au total. Cette série avait donné lieu à la sortie de trois longs-métrages dans les salles de cinéma européennes : L'Homme araignée (épisode pilote de la série), La Riposte de l'homme-araignée et Spider-Man défie le Dragon (les deux derniers composés d'un montage de deux épisodes). Le rôle de Peter Parker/Spider-Man y était interprété par Nicholas Hammond. Série inédite en France.

## Première saga (2002-2007)
Pour plus de détails, voir Fiche technique et Distribution
Alors que James Cameron (et plusieurs autres réalisateurs) a été envisagé, c'est finalement Sam Raimi qui est choisi pour mettre en scène le premier film, Spider-Man, qui sort en 2002. Avant cela plusieurs procès avaient eu lieu entre différentes sociétés de production à propos des droits du personnage pour le cinéma.
Après le succès mondial de Spider-Man, une suite est d'emblée envisagée. Spider-Man 2 sort en 2004. Spider-Man 3 sort quant à lui en 2007 et est l'un des films les plus chers de l'histoire du cinéma avec 258 millions de dollars de budget.

### Fiche technique
- Réalisation : Sam Raimi
- Scénario : David Koepp, Alvin Sargent, Ivan Raimi
- Idée originale : Thierry Rio
- Musique : Danny Elfman (1 et 2), Christopher Young (3)
- Production : Avi Arad, Stan Lee, Laura Ziskin
- Titre français et original : Spider-Man
- Sociétés de production : Columbia Pictures, Marvel Enterprises, Laura Ziskin Productions
- Sociétés de distribution : Sony, Columbia TriStar Films
- Pays d'origine : États-Unis
- Format : Couleur, 35 mm
- Budget total de la trilogie : 597 000 000 $
- Budgets individuels : 139 000 000 $ pour le premier, 200 000 000 $ pour le deuxième, 258 000 000 $ pour le troisième
- Dates de sortie respectives
  -  France : 12 juin 2002 • 14 juillet 2004 • 1er mai 2007
  -  États-Unis : 3 mai 2002 • 30 juin 2004 • 4 mai 2007
- Catégories : super-héros
- Genres : Fantastique, super-héros, action

| Équipe du tournage           | Films             | Films                | Films                | Films       | Films       |
| Équipe du tournage           | Spider-Man (2002) | Spider-Man 2 (2004)  | Spider-Man 3 (2007)  |             |             |
| ---------------------------- | ----------------- | -------------------- | -------------------- | ----------- | ----------- |
| Réalisateur                  | Sam Raimi         | Sam Raimi            | Sam Raimi            |             |             |
| Producteurs                  | Laura Ziskin      | Laura Ziskin         | Laura Ziskin         |             |             |
| Producteurs                  | Grant Curtis      |                      |                      |             |             |
| Producteurs                  | Avi Arad          |                      |                      |             |             |
| Producteurs                  | Stan Lee          |                      |                      |             |             |
| Producteurs                  | Ian Bryce         | Joseph M. Caracciolo | Joseph M. Caracciolo |             |             |
| Producteurs                  |                   | Kevin Feige          |                      |             |             |
| Scénaristes                  | David Koepp       | Alvin Sargent        | Alvin Sargent        |             |             |
| Scénaristes                  |                   | Sam Raimi            |                      |             |             |
| Scénaristes                  |                   | Ivan Raimi           |                      |             |             |
| Directeur de la photographie | Don Burgess       | Bill Pope            | Bill Pope            |             |             |
| Monteurs                     | Bob Murawski      | Bob Murawski         | Bob Murawski         |             |             |
| Monteurs                     | Arthur Coburn     |                      |                      |             |             |
| Compositeurs                 | Danny Elfman      | Danny Elfman         | Christopher Young    |             |             |
| Budget                       | 139 000 000 $     | 200 000 000 $        | 258 000 000 $        |             |             |
| Durée                        | 121 minutes       | 128 minutes          | 139 minutes          |             |             |
| Dates de sortie États-Unis   | 3 mai 2002        | 30 juin 2004         | 4 mai 2007           |             |             |
| Dates de sortie France       | 12 juin 2002      | 14 juillet 2004      | 1er mai 2007         |             |             |
| Genre                        | Super-héros       | Super-héros          | Super-héros          | Super-héros | Super-héros |
| Distributeur                 | Columbia Pictures | Columbia Pictures    | Columbia Pictures    |             |             |

### Distribution
| Personnages                       | Films                                                                  | Films                                                                                                 | Films                                                                                                 |
| Personnages                       | Spider-Man (2002)                                                      | Spider-Man 2 (2004)                                                                                   | Spider-Man 3 (2007)                                                                                   |
| --------------------------------- | ---------------------------------------------------------------------- | --- | --- |
| Peter Parker / Spider-Man         | Tobey Maguire (VF : Damien Witecka ; VQ : Hugolin Chevrette-Landesque) | Tobey Maguire (VF : Damien Witecka ; VQ : Hugolin Chevrette-Landesque)                                | Tobey Maguire (VF : Damien Witecka ; VQ : Hugolin Chevrette-Landesque)                                |
| Mary Jane Watson                  | Kirsten Dunst (VF : Marie-Eugénie Maréchal ; VQ : Aline Pinsonneault)  | Kirsten Dunst (VF : Marie-Eugénie Maréchal ; VQ : Aline Pinsonneault)                                 | Kirsten Dunst (VF : Marie-Eugénie Maréchal ; VQ : Aline Pinsonneault)                                 |
| Harry Osborn / Le nouveau Bouffon | James Franco (VF : Philippe Valmont ; VQ : Antoine Durand)             | James Franco (VF : Philippe Valmont ; VQ : Antoine Durand)                                            | James Franco (VF : Philippe Valmont ; VQ : Antoine Durand)                                            |
| Gwen Stacy                        |                                                                        | | Bryce Dallas Howard (VF : Agathe Schumacher ; VQ : Karine Vanasse)                                    |
| May Reilly Parker                 | Rosemary Harris (VF : Monique Martial ; VQ : Françoise Faucher)        | Rosemary Harris (VF : Monique Martial ; VQ : Françoise Faucher)                                       | Rosemary Harris (VF : Monique Martial ; VQ : Françoise Faucher)                                       |
| Benjamin Parker                   | Cliff Robertson (VF : Marc Cassot ; VQ : Denis Mercier)                | Cliff Robertson (VF : Marc Cassot ; VQ : Denis Mercier)                                               | Cliff Robertson (VF : Marc Cassot ; VQ : Denis Mercier)                                               |
| J. Jonah Jameson                  | J. K. Simmons (VF : Jean Barney ; VQ : Pierre Chagnon)                 | J. K. Simmons (VF : Jean Barney ; VQ : Pierre Chagnon)                                                | J. K. Simmons (VF : Jean Barney ; VQ : Pierre Chagnon)                                                |
| Joe Robertson                     | Bill Nunn                                                              | Bill Nunn                                                                                             | Bill Nunn                                                                                             |
| Betty Brant                       | Elizabeth Banks (VF : Odile Cohen ; VQ : Natalie Hamel-Roy)            | Elizabeth Banks (VF : Odile Cohen ; VQ : Natalie Hamel-Roy)                                           | Elizabeth Banks (VF : Odile Cohen ; VQ : Natalie Hamel-Roy)                                           |
| Hoffman                           | Ted Raimi (VF : Alexandre Gillet ; VQ : Louis-Philippe Dandenault)     | Ted Raimi (VF : Alexandre Gillet ; VQ : Louis-Philippe Dandenault)                                    | Ted Raimi (VF : Alexandre Gillet ; VQ : Louis-Philippe Dandenault)                                    |
| Norman Osborn / le Bouffon vert   | Willem Dafoe (VF : Éric Herson-Macarel ; VQ : Guy Nadon)               | Willem Dafoe (VF : Éric Herson-Macarel ; VQ : Guy Nadon) (vision dans le miroir du Manoir des Osborn) | Willem Dafoe (VF : Éric Herson-Macarel ; VQ : Guy Nadon) (vision dans le miroir du Manoir des Osborn) |
| Bernard                           | John Paxton                                                            | John Paxton                                                                                           | John Paxton                                                                                           |
| Dennis Carradine                  | Michael Papajohn                                                       | | Michael Papajohn (flash-backs)                                                                        |
| Flash Thompson                    | Joe Manganiello                                                        | | Joe Manganiello (caméo)                                                                               |
| Dr Curt Connors / le Lézard       | Mentionné                                                              | Dylan Baker (VF : Philippe Crubézy ; VF : Lionel Tua, 2e voix ; VQ : Pierre Auge)                     | Dylan Baker (VF : Philippe Crubézy ; VF : Lionel Tua, 2e voix ; VQ : Pierre Auge)                     |
| M. Ditkovich                      |                                                                        | Elya Baskin (VF : Alexandre Arbatt ; VQ : Jean-Luc Montminy)                                          | Elya Baskin (VF : Alexandre Arbatt ; VQ : Jean-Luc Montminy)                                          |
| Ursula Ditkovich                  |                                                                        | Mageina Tovah (VF : Dinara Droukarova ; VQ : Stéfanie Dolan)                                          | Mageina Tovah (VF : Dinara Droukarova ; VQ : Stéfanie Dolan)                                          |
| Madeline Watson                   | Taylor Gilbert                                                         | Taylor Gilbert                                                                                        | |
| Otto Octavius / Docteur Octopus   |                                                                        | Alfred Molina (VF : Gabriel Le Doze ; VQ : Luis de Cespedes)                                          | |
| Flint Marko / Homme-sable         |                                                                        | | Thomas Haden Church (VF : Hervé Furic ; VQ : Benoît Rousseau)                                         |
| Eddie Brock Jr. / Venom           |                                                                        | | Topher Grace (VF : Cédric Dumond ; VQ : Patrice Dubois)                                               |
| George Stacy                      |                                                                        | | James Cromwell (VF : Michel Ruhl ; VQ : Jacques Lavallée)                                             |
| Vieil homme                       | Stan Lee                                                               | Stan Lee                                                                                              | Stan Lee                                                                                              |

### Autour de la trilogie

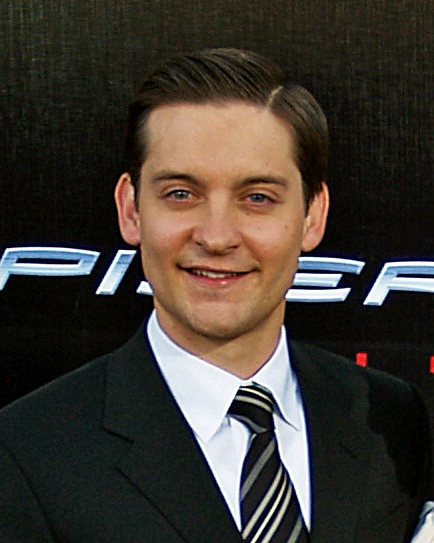
Tobey Maguire, ici lors de la présentation du 3e film, tient le rôle principal

- Bruce Campbell apparaît dans les trois films. Dans le premier, il incarne le commentateur de catch qui donne son nom à Spider-Man. Dans le second, il incarne le gardien du théâtre de Mary Jane Watson. Son rôle dans le 3e volet est celui du patron d'un restaurant français (italien dans la version française).
- Avant que les comics ne soient projetés à l'écran par Sam Raimi, de nombreux projets hollywoodiens ont circulé avec les noms de Jan de Bont, James Cameron, Ang Lee, ou David Fincher à la réalisation, Freddie Prinze Jr., Michael Biehn, Wes Bentley, Jude Law, ou Leonardo DiCaprio en homme-araignée, Julia Stiles, Mena Suvari, Elisha Cuthbert, ou Alicia Witt en Mary Jane Watson, John Malkovich ou Nicolas Cage en Bouffon vert, Sam Neill, Robert De Niro, Ed Harris, ou Chris Cooper en Docteur Octopus, Vin Diesel en Venom.
- L'acteur Tobey Maguire a failli ne pas endosser à nouveau le costume de l'homme-araignée, en raison de sévères douleurs dans le dos. Jake Gyllenhaal fut alors contacté pour interpréter le rôle-titre et avait déjà entamé sa préparation physique, mais Tobey Maguire finit malgré tout par accepter le rôle.
- Le budget des films est de plus en plus élevé, allant de 139 millions de dollars pour le premier à 258 pour le troisième.
- James Franco devait initialement incarner Peter Parker et non Harry Osborn.
- Le Spider-Man des films de Sam Raimi n'apparaît pas que dans Spider-Man et ses suites mais il est aussi mentionné dans un comics Spider-Verse de Marvel Comics. Dans ce comics, les Spider-Man de chaque univers se rassemblent et forment la Spider-Armée afin de lutter contre les Héritiers, des vampires immortels se nourrissant d'eux. Le Spider-Man des films de Marc Webb y est aussi mentionné, ce qui signifie que les Spider-Men des deux sagas cinématographiques se rencontrent, comme dans le film Spider-Man: No Way Home de 2021 où trois différents Spider-Men se rencontrent dans une œuvre cinématographique.

## Reboot (2012-2014)
Pour plus de détails, voir Fiche technique et Distribution

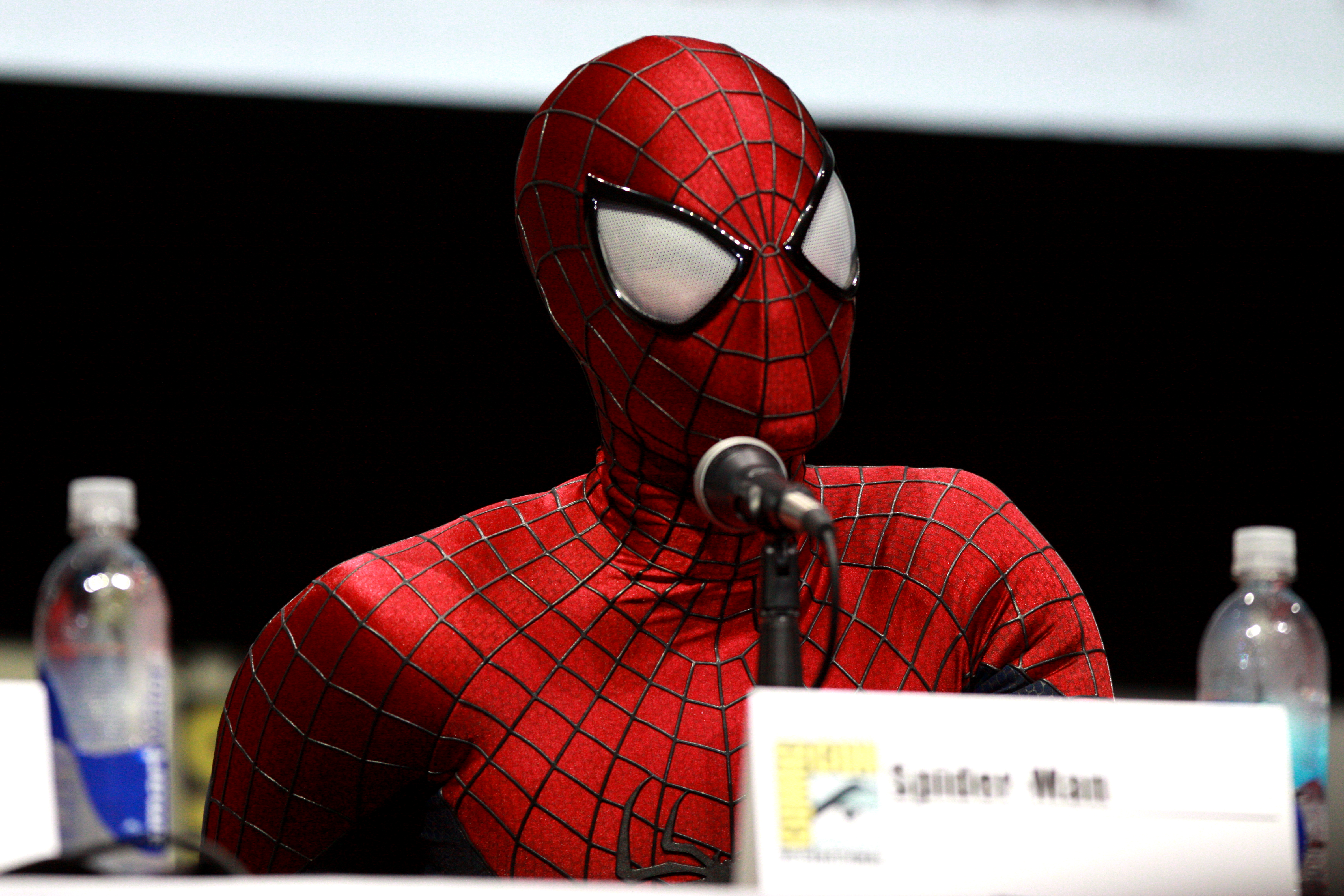
Andrew Garfield dans son costume de Spider-Man en 2014.

À l'origine, un Spider-Man 4 devait sortir en 2011. Le film est finalement annulé en raison du retrait de Sam Raimi du projet. Les ennemis envisagés étaient Mystério, Le Vautour ou encore Le Lézard dans lequel l’homme araignée devrait affronter ces derniers en compagnie de la Chatte Noire. Sony annonça alors le reboot de la saga, avec un nouveau réalisateur aux commandes en la personne de Marc Webb et un nouveau casting incluant Andrew Garfield dans le rôle de Peter Parker, Emma Stone dans le rôle de Gwen Stacy et Rhys Ifans dans le rôle du Lézard. L'intention de cette remise à jour était de développer les origines du personnage.
Le second film, The Amazing Spider-Man : Le Destin d'un héros est sorti en 2014, soit deux ans après le premier film.
En juin 2013, Sony Pictures annonce les dates de sortie de The Amazing Spider-Man 3 et de The Amazing Spider-Man 4, respectivement pour le 10 juin 2016 et le 4 mai 2018 aux États-Unis. Mais entre juin et juillet 2014, les recettes de The Amazing Spider-Man : Le Destin d'un héros étant jugées décevantes, Sony Pictures repousse alors la date de sortie du troisième opus jusqu'en 2018, et instaure une incertitude quant à la réalisation d'un quatrième opus The Amazing Spider-Man.
Après l'annonce de février 2015, et du retour de Spider-Man chez Marvel Studios, les suites de la saga The Amazing Spider-Man sont définitivement annulées, mais les spin-offs quant à eux, sont toujours en cours de développement.

### Fiche technique
| Équipe du tournage         | Films                         | Films                                                |
| Équipe du tournage         | The Amazing Spider-Man (2012) | The Amazing Spider-Man : Le Destin d'un héros (2014) |
| -------------------------- | ----------------------------- | ---------------------------------------------------- |
| Réalisateur                | Marc Webb                     | Marc Webb                                            |
| Producteur(s)              | Laura Ziskin                  |                                                      |
| Producteur(s)              | Matt Tolmach                  |                                                      |
| Producteur(s)              | Avi Arad                      |                                                      |
| Producteur(s)              | Stan Lee                      |                                                      |
| Producteur(s)              | Todd Black                    |                                                      |
| Scénaristes                | Alvin Sargent                 | Alex Kurtzman                                        |
| Scénaristes                | Steven Kloves                 | Roberto Orci                                         |
| Scénaristes                | Jeff Pinkner                  |                                                      |
| Scénaristes                | James Vanderbilt              |                                                      |
| Photographie               | John Scwartzman               | Daniel Mindel                                        |
| Monteur(s)                 | Alan Edward Bell (en)         | Pietro Scalia                                        |
| Monteur(s)                 | Michael McCusker (en)         | Elliot Graham                                        |
| Compositeur(s)             | James Horner                  | Hans Zimmer                                          |
| Budget                     | 230 000 000 $                 | 230 000 000 $                                        |
| Durée                      | 136 minutes                   | 142 minutes                                          |
| Dates de sortie France     | 4 juillet 2012                | 30 avril 2014                                        |
| Dates de sortie États-Unis | 3 juillet 2012                | 2 mai 2014                                           |
| Genre                      | Super-héros                   | Super-héros                                          |
| Distributeur               | Columbia Pictures             | Columbia Pictures                                    |

### Distribution
| Personnages                    | Films                                                          | Films                                                             |
| Personnages                    | The Amazing Spider-Man (2012)                                  | The Amazing Spider-Man : Le Destin d'un héros (2014)              |
| ------------------------------ | -------------------------------------------------------------- | ----------------------------------------------------------------- |
| Peter Parker / Spider-Man      | Andrew Garfield (VF : Donald Reignoux ; VQ : Gabriel Lessard)  | Andrew Garfield (VF : Donald Reignoux ; VQ : Gabriel Lessard)     |
| Gwen Stacy                     | Emma Stone (VF : Elisabeth Ventura ; VQ : Catherine Brunet)    | Emma Stone (VF : Elisabeth Ventura ; VQ : Catherine Brunet)       |
| Harry Osborn / Le Bouffon Vert |                                                                | Dane DeHaan (VF : Julien Allouf ; VQ : Xavier Dolan)              |
| May Reilly Parker              | Sally Field (VF : Catherine Davenier ; VQ : Claudine Chatel)   | Sally Field (VF : Catherine Davenier ; VQ : Claudine Chatel)      |
| Benjamin Parker                | Martin Sheen (VF : Richard Leblond ; VQ : Jean-Marie Moncelet) | caméo                                                             |
| Flash Thompson                 | Chris Zylka (VF : Yoann Sover ; VQ : Frédéric Millaire-Zouvi)  | Chris Zylka (VF : Yoann Sover ; VQ : Frédéric Millaire-Zouvi)     |
| Dr. Curt Connors / le Lézard   | Rhys Ifans (VF : Christian Gonon ; VQ : François Sasseville)   | Mentionné                                                         |
| Dr. Rajit Ratha                | Irfan Khan (VF : Stéphane Fourreau ; VQ : Frédéric Desager)    |                                                                   |
| George Stacy                   | Denis Leary (VF : François Dunoyer ; VQ : Benoît Rousseau)     | Denis Leary (VF : François Dunoyer ; VQ : Benoît Rousseau)        |
| « Vieil homme »                | Stan Lee                                                       | Stan Lee                                                          |
| Max Dillon / Electro           |                                                                | Jamie Foxx (VF : Jean-Baptiste Anoumon ; VQ : Pierre Auger)       |
| Aleksei Sytsevich / Rhino      |                                                                | Paul Giamatti (VF : Miglen Mirtchev ; VQ : Guy Nadon)             |
| Norman Osborn                  | Mentionné                                                      | Chris Cooper (VF : Patrick Floersheim ; VQ : Sébastien Dhavernas) |

## Univers cinématographique Marvel (depuis 2017)
Pour plus de détails, voir Fiche technique et Distribution
Le personnage de Peter Parker est introduit dans l'univers cinématographique Marvel de Marvel Studios, à partir de Captain America: Civil War (2016). Par la suite, une trilogie de films lui est consacrée : Spider-Man: Homecoming (2017), Spider-Man: Far From Home (2019) et Spider-Man: No Way Home (2021). Le quatrième film de la seconde trilogie Spider-Man: Brand New Day est attendu le 31 Juillet 2026.

### Fiche technique
| Équipe du tournage         | Films                         | Films                            | Films                          | Films                            |
| Équipe du tournage         | Spider-Man: Homecoming (2017) | Spider-Man: Far From Home (2019) | Spider-Man: No Way Home (2021) | Spider-Man: Brand New Day (2026) |
| -------------------------- | ----------------------------- | -------------------------------- | ------------------------------ | -------------------------------- |
| Réalisateur                | Jon Watts                     | Jon Watts                        | Jon Watts                      | Destin Daniel Cretton            |
| Producteurs                | Kevin Feige                   | Kevin Feige                      | Kevin Feige                    | Kevin Feige                      |
| Producteurs                | Amy Pascal                    |                                  |                                |                                  |
| Producteurs                | Avi Arad                      |                                  |                                |                                  |
| Producteurs                | Louis d'Esposito              |                                  |                                |                                  |
| Producteurs                | Stan Lee                      |                                  |                                |                                  |
| Producteurs                | Matt Tolmach                  | Matt Tolmach                     | Matt Tolmach                   | Rachel O'Connor                  |
| Scénaristes                | Jonathan Goldstein            |                                  |                                |                                  |
| Scénaristes                | John Francis Daley            |                                  |                                |                                  |
| Scénaristes                | Jon Watts                     |                                  |                                |                                  |
| Scénaristes                | Chris McKenna                 |                                  |                                |                                  |
| Scénaristes                | Erik Sommers                  |                                  |                                |                                  |
| Scénaristes                | Christopher Ford              |                                  |                                |                                  |
| Photographie               | Salvatore Totino              | Matthew J. Lloyd                 | Mauro Fiore                    | Brett Pawlak                     |
| Montage                    | Dan Lebental                  | Dan Lebental                     | Jeffrey Ford                   | Nat Sanders                      |
| Montage                    | Debbie Berman                 | Leigh Folsom-Boyd                | Leigh Folsom-Boyd              |                                  |
| Compositeur                | Michael Giacchino             | Michael Giacchino                | Michael Giacchino              | Michael Giacchino                |
| Durée                      | 133 minutes                   | 129 minutes                      | 148 minutes                    |                                  |
| Dates de sortie France     | 12 juillet 2017               | 3 juillet 2019                   | 15 décembre 2021               | 29 juillet 2026                  |
| Dates de sortie États-Unis | 7 juillet 2017                | 2 juillet 2019                   | 17 décembre 2021               | 31 juillet 2026                  |
| Budget                     | 175 millions USD              | 160 millions USD                 | 200 millions USD               |                                  |
| Genre                      | Super-héros                   | Super-héros                      | Super-héros                    | Super-héros                      |
| Distributeur               | Columbia Pictures             | Columbia Pictures                | Columbia Pictures              | Columbia Pictures                |
| Distributeur               | Marvel Studios                |                                  |                                |                                  |
| Distributeur               |                               | Pascal Pictures                  |                                |                                  |

### Distribution
| Personnages                      | Films                                                          | Films                                                                           | Films | Films                                                         |
| Personnages                      | Spider-Man: Homecoming (2017)                                  | Spider-Man: Far From Home (2019)                                                | Spider-Man: No Way Home (2021) | Spider-Man: Brand New Day (2026)                              |
| -------------------------------- | -------------------------------------------------------------- | ------------------------------------------------------------------------------- | --- | ------------------------------------------------------------- |
| Peter Parker / Spider-Man        | Tom Holland (VF : Hugo Brunswick ; VQ : Alexandre Bacon)       | Tom Holland (VF : Hugo Brunswick ; VQ : Alexandre Bacon)                        | Tom Holland (VF : Hugo Brunswick ; VQ : Alexandre Bacon); Tobey Maguire (VF : Damien Witecka ; VQ : Hugolin Chevrette-Landesque); Andrew Garfield (VF : Donald Reignoux ; VQ : Gabriel Lessard) | Tom Holland (VF : Hugo Brunswick ; VQ : Alexandre Bacon)      |
| Michelle "MJ" Jones-Watson       | Zendaya (VF : Victoria Grosbois ; VQ : Célia Gouin-Arsenault)  | Zendaya (VF : Victoria Grosbois ; VQ : Célia Gouin-Arsenault)                   | Zendaya (VF : Victoria Grosbois ; VQ : Célia Gouin-Arsenault) | Zendaya (VF : Victoria Grosbois ; VQ : Célia Gouin-Arsenault) |
| Ned Leeds                        | Jacob Batalon (VF : Pascal Nowak ; VQ : Nicolas Poulin)        | Jacob Batalon (VF : Pascal Nowak ; VQ : Nicolas Poulin)                         | Jacob Batalon (VF : Pascal Nowak ; VQ : Nicolas Poulin) | Jacob Batalon (VF : Pascal Nowak ; VQ : Nicolas Poulin)       |
| May Parker                       | Marisa Tomei (VF : Stéphanie Lafforgue ; VQ : Éveline Gélinas) | Marisa Tomei (VF : Stéphanie Lafforgue ; VQ : Éveline Gélinas)                  | Marisa Tomei (VF : Stéphanie Lafforgue ; VQ : Éveline Gélinas) |                                                               |
| Happy Hogan                      | Jon Favreau (VF : Yann Guillemot ; VQ : Thiéry Dubé)           | Jon Favreau (VF : Yann Guillemot ; VQ : Thiéry Dubé)                            | Jon Favreau (VF : Yann Guillemot ; VQ : Thiéry Dubé) |                                                               |
| Tony Stark / Iron Man            | Robert Downey Jr. (VF : Bernard Gabay ; VQ : Bernard Gabay)    | Caméo                                                                           | Mentionné |                                                               |
| Pepper Potts                     | Gwyneth Paltrow (VF : Barbara Kelsch ; VQ : Mélanie Laberge)   | Mentionné                                                                       | Mentionné |                                                               |
| Steve Rogers / Captain America   | Chris Evans (VF : Alexandre Gillet ; VQ : Alexandre Fortin)    |                                                                                 | |                                                               |
| Adrian Toomes / le Vautour       | Michael Keaton (VF : Bernard Lanneau ; VQ : Daniel Picard)     |                                                                                 | |                                                               |
| Mac Gargan / le Scorpion         | Michael Mando (VF : Eilias Changuel ; VQ : Stéphane Brulotte)  |                                                                                 | | Michael Mando                                                 |
| Nick Fury                        |                                                                | Samuel L. Jackson (VF : Thierry Desroses ; VQ : Patrick Chouinard)              | Mentionné |                                                               |
| Maria Hill                       |                                                                | Cobie Smulders (VF : Laura Blanc ; VQ : Ariane-Li Simard-Côté)                  | |                                                               |
| Quentin Beck / Mystério          |                                                                | Jake Gyllenhaal (VF : Rémi Bichet ; VQ : Martin Watier)                         | Caméo |                                                               |
| Obadiah Stane                    |                                                                | Jeff Bridges (VF : Jacques Frantz ; VQ : Patrick Floersheim)(images d'archives) | |                                                               |
| J. Jonah Jameson                 |                                                                | J. K. Simmons (VF : Jean Barney ; VQ : Pierre Chagnon)                          | J. K. Simmons (VF : Jean Barney ; VQ : Pierre Chagnon) | J. K. Simmons (VF : Jean Barney ; VQ : Pierre Chagnon)        |
| Stephen Strange / Doctor Strange |                                                                |                                                                                 | Benedict Cumberbatch (VF : Jérémie Covillault ; VQ : Tristan Harvey) |                                                               |
| Max Dillon / Electro             |                                                                |                                                                                 | Jamie Foxx (VF : Jean-Baptiste Anoumon ; VQ : Pierre Auger) |                                                               |
| Docteur Octopus                  |                                                                |                                                                                 | Alfred Molina (VF : Gabriel Le Doze ; VQ : Luis de Cespedes) |                                                               |
| Norman Osborn / Le Bouffon vert  |                                                                |                                                                                 | Willem Dafoe (VF : Éric Herson-Macarel ; VQ : Guy Nadon) |                                                               |
| Dr Curt Connors / Le Lézard      |                                                                |                                                                                 | Rhys Ifans (VF : Christian Gonon ; VQ : François Sasseville) |                                                               |
| Flint Marko / L'Homme-Sable      |                                                                |                                                                                 | Thomas Haden Church (VF : Hervé Furic ; VQ : Benoît Rousseau) |                                                               |
| Eddie Brock / Venom              |                                                                |                                                                                 | Tom Hardy (VF : Jérémie Covillault ; VQ : Paul Sarrasin) |                                                               |
| Frank Castle / Le Punisher       |                                                                |                                                                                 | | Jon Bernthal                                                  |
| Dr Bruce Banner / Hulk           |                                                                |                                                                                 | | Mark Ruffalo                                                  |

## Films d'animation (2018-2027)
Pour plus de détails, voir Fiche technique et Distribution
En parallèle de l'intégration de Spider-Man au sein de l'Univers cinématographique Marvel, Sony développe un film d'animation centré sur le personnage de Miles Morales, nommé Spider-Man: New Generation.
Un deuxième film, Spider-Man: Across the Spider-Verse, est sorti en juin 2023. Un troisième film, Spider-Man: Beyond the Spider-Verse, est prévu pour le 4 juin 2027.

### Fiche technique
| Équipe du tournage        | Films                             | Films                                      |
| Équipe du tournage        | Spider-Man: New Generation (2018) | Spider-Man: Across the Spider-Verse (2023) |
| ------------------------- | --------------------------------- | ------------------------------------------ |
| Réalisateurs              | Peter Ramsey                      | Joaquim Dos Santos                         |
| Réalisateurs              | Bob Persichetti                   | Kemp Powers                                |
| Réalisateurs              | Rodney Rothman                    | Justin K. Thompson                         |
| Producteurs               | Christina Steinberg               | Christina Steinberg                        |
| Producteurs               | Avi Arad                          |                                            |
| Producteurs               | Phil Lord                         |                                            |
| Producteurs               | Chris Miller                      |                                            |
| Producteurs               | Amy Pascal                        |                                            |
| Producteurs               | Kevin Feige                       |                                            |
| Producteurs               | Peter Ramsay                      |                                            |
| Scénaristes               | Phil Lord                         | Phil Lord                                  |
| Scénaristes               | Rodney Rothman                    |                                            |
| Scénaristes               | Chris Miller                      |                                            |
| Scénaristes               | Dave Callaham                     |                                            |
| Compositeur               | Daniel Pemberton                  | Daniel Pemberton                           |
| Durée                     | 117 minutes                       | 140 minutes                                |
| Date de sortie France     | 12 décembre 2018                  | 31 mai 2023                                |
| Date de sortie États-Unis | 14 décembre 2018                  | 2 juin 2023                                |
| Budget                    | 90 000 000 USD                    | 100 000 000 USD                            |
| Genres                    | Animation                         | Animation                                  |
| Genres                    | Super-héros                       |                                            |
| Distributeur              | Columbia Pictures                 | Columbia Pictures                          |

### Distribution
| Personnages                          | Films                                                                    | Films                                                                    |
| Personnages                          | Spider-Man: New Generation (2018)                                        | Spider-Man : Across the Spider-Verse (2023)                              |
| ------------------------------------ | ------------------------------------------------------------------------ | ------------------------------------------------------------------------ |
| Miles Morales / Spider-Man           | Shameik Moore (VF : Stéphane Bak)                                        | Shameik Moore (VF : Stéphane Bak)                                        |
| Peter B. Parker / Spider-Man         | Jake Johnson (VF : Valentin Merlet)                                      | Jake Johnson (VF : Valentin Merlet)                                      |
| Peter B. Parker / Spider-Man         | Chris Pine (VF : Emmanuel Garijo)                                        |                                                                          |
| Gwen Stacy / Spider-Gwen             | Hailee Steinfeld (VF : Camélia Jordana ; VF : Shirine Boutella, 2e voix) | Hailee Steinfeld (VF : Camélia Jordana ; VF : Shirine Boutella, 2e voix) |
| Aaron Davis / Le Rôdeur              | Mahershala Ali (VF : Frantz Confiac)                                     | Mahershala Ali (VF : Frantz Confiac)                                     |
| Jefferson Davis                      | Brian Tyree Henry (VF : Daniel Njo Lobé)                                 | Brian Tyree Henry (VF : Daniel Njo Lobé)                                 |
| Rio Morales                          | Luna Lauren Velez (VF : Mar Sodupe)                                      | Luna Lauren Velez (VF : Mar Sodupe)                                      |
| May Parker                           | Lily Tomlin (VF : Pascale Jacquemont)                                    |                                                                          |
| Mary Jane Watson                     | Zoë Kravitz (VF : Zina Khakhoulia)                                       | Zoë Kravitz (VF : Zina Khakhoulia)                                       |
| Peter Porker / Spider-Ham            | John Mulaney (VF : Jérémy Prévost)                                       | John Mulaney (VF : Jérémy Prévost)                                       |
| Peni Parker / SP//dr                 | Kimiko Glenn (VF : Claire Baradat)                                       | Kimiko Glenn (VF : Claire Baradat)                                       |
| Spider-Man Noir                      | Nicolas Cage (VF : Stefan Godin)                                         | Nicolas Cage (VF : Stefan Godin)                                         |
| Wilson Fisk / Le Caïd                | Liev Schreiber (VF : Thierry Hancisse)                                   | Caméo                                                                    |
| Olivia "Liv" Octavius / Dr Octopus   | Kathryn Hahn (VF : Déborah Perret)                                       | Caméo                                                                    |
| Norman Osborn / le Bouffon Vert      | Jorma Taccone (VF : Olivier Giroud)                                      | Caméo                                                                    |
| Mac Gargan / Le Scorpion             | Joaquín Cosío (VF : Presnel Kimpembe)                                    |                                                                          |
| Tombstone                            | Marvin "Krondon" Jones III (VF : Jean-Alain Velardo)                     |                                                                          |
| Miguel O'Hara / Spider-Man 2099      | Oscar Isaac (VF : Benjamin Penamaria ; VF : Mathieu Kassovitz, 2e voix)  | Oscar Isaac (VF : Benjamin Penamaria ; VF : Mathieu Kassovitz, 2e voix)  |
| Jessica Drew / Spider-Woman          |                                                                          | Issa Rae (VF : Corinne Wellong)                                          |
| Hobart « Hobie » Brown / Spider-Punk |                                                                          | Daniel Kaluuya (VF : Grégory Lerigab)                                    |
| Pavitr Prabhakar / Spider-Man India  |                                                                          | Karan Soni (VF : Taric Méhani)                                           |
| Margo Kess / Spider-Byte             |                                                                          | Amandla Stenberg (VF : Mélissa Berard)                                   |
| Ben Reilly / Scarlet Spider          |                                                                          | Andy Samberg (VF : Damien Ferrette)                                      |
| George Stacy                         |                                                                          | Shea Whigham (VF : Xavier Fagnon)                                        |
| La Tache                             |                                                                          | Jason Schwartzmann (VF : Jean-Christophe Dollé)                          |

## Films dérivés

### Sony's Spider-Man Universe
En décembre 2013, Sony Pictures annonce, en parallèle aux films de Spider-Man, la sortie de deux spin-off, l'un centré sur Venom et l'autre sur les Sinistres Six. Tout cela doit alors être géré par les scénaristes Alex Kurtzman, Roberto Orci, Jeff Pinkner, Ed Solomon et Drew Goddard ainsi que par le réalisateur des deux premiers films, Marc Webb. Ces deux projets sont remis en cause par l'échec au box-office de The Amazing Spider-Man : Le Destin d'un héros (2014) puis par l'intégration de Spider-Man dans l'univers cinématographique Marvel avec Captain America: Civil War (2016) puis Spider-Man: Homecoming (2017).
Sony décide cependant de lancer son Sony Pictures' Universe of Marvel Characters et décide de produire un film sur Venom. Réalisé par Ruben Fleischer, Venom sort en 2018, avec Tom Hardy dans le rôle-titre. Sa suite, Venom: Let There Be Carnage, est sorti le 1er octobre 2021 et le troisième opus, Venom: The Last Dance est sorti en octobre 2024. Tom Hardy fait un caméo dans Spider-Man: No Way Home. Le troisième film de cet univers, Morbius est sorti le 30 mars 2022. Le quatrième film, Madame Web est sorti le 14 février 2024 et le sixième film qui est sorti le 18 décembre 2024 s’intitule Kraven the Hunter.

## Méchants présents dans les filmsSpider-Man
- Le Bouffon vert (Norman Osborn) : incarné par Willem Dafoe dans Spider-Man. Il réapparaît en tant qu'hallucinations de son fils Harry dans Spider-Man 2 et Spider-Man 3. Chris Cooper reprend le rôle dans The Amazing Spider-Man : Le Destin d'un héros et Jorma Taccone dans Spider-Man: New Generation. Willem Dafoe reprendra néanmoins ce rôle en 2021 dans Spider-Man: No Way Home.
- Le second Bouffon vert (Harry Osborn) : incarné par James Franco dans Spider-Man, Spider-Man 2 et Spider-Man 3. Notons qu'il n'endosse son identité de Bouffon Vert qu'à partir du 3e film. Dane DeHaan reprend le rôle dans The Amazing Spider-Man : Le Destin d'un héros.
- Dennis Carradine : incarné par Michael Papajohn dans Spider-Man, puis lors de flash-backs dans Spider-Man 3.
- Le Docteur Octopus (Otto Octavius) : incarné par Alfred Molina dans Spider-Man 2 (et mentionné dans le premier) et Spider-Man: No Way Home. Il existe une version féminine, sous le nom d'Olivia Octavius, incarnée par Kathryn Hahn dans Spider-Man: New Generation.
- L'Homme-sable (Flint Marko) : incarné par Thomas Haden Church dans Spider-Man 3 et Spider-Man: No Way Home.
- Venom (Eddie Brock) : incarné par Topher Grace dans Spider-Man 3 et par Tom Hardy dans Venom, Venom: Let There Be Carnage, Spider-Man: No Way Home et Venom: The Last Dance.
- Le Lézard (Dr. Curt Connors) : incarné par Dylan Baker dans Spider-Man 2 et Spider-Man 3 (et mentionné dans le premier). Il n’apparaît cependant jamais sous les traits du Lézard dans ces films. Rhys Ifans reprend le rôle dans The Amazing Spider-Man et Spider-Man: No Way Home.
- Electro (Max Dillon) : incarné par Jamie Foxx dans The Amazing Spider-Man : Le Destin d'un héros et Spider-Man: No Way Home.
- Le Rhino (Aleksei Sytsevich) : incarné par Paul Giamatti dans The Amazing Spider-Man : Le Destin d'un héros et par Alessandro Nivola dans Kraven the Hunter.
- Le Vautour (Adrian Toomes) : incarné par Michael Keaton dans Spider-Man: Homecoming et Morbius.
- Shocker I (Jackson Brice) : incarné par Logan Marshall-Green dans Spider-Man: Homecoming.
- Shocker II (Hermann Schultz) incarné par Bokeem Woodbine dans Spider-Man: Homecoming.
- Le Bricoleur (Phineas Mason) : incarné par Michael Chernus dans Spider-Man: Homecoming.
- Le Scorpion (Mac Gargan) : incarné par Michael Mando dans Spider-Man: Homecoming, cependant, il n'apparaît pas sous les traits du Scorpion dans le film. Il apparaît également dans Spider-Man: Brand New Day. Joaquin Cosio reprend le rôle dans Spider-Man: New Generation.
- Riot (Carlton Drake) : incarné par Riz Ahmed dans Venom, cependant, il n'apparaît que vers la fin du film sous les traits de Riot.
- Le Caïd (Wilson Fisk) : incarné par Liev Schreiber dans Spider-Man: New Generation. Notons qu'il est aussi un ennemi de Daredevil, apparaissant dans le film éponyme, incarné par Michael Clarke Duncan et Vincent D'Onofrio dans les séries Daredevil, Hawkeye, Echo et Daredevil: Born Again.
- Tombstone (Lonnie Thompson Lincoln) : incarné par Marvin « Krondon » Jones III dans Spider-Man: New Generation.
- Mystério (Quentin Beck) : incarné par Jake Gyllenhaal dans Spider-Man: Far From Home.
- Le Caméléon (Dimitri Smerdiakov) : incarné par Numan Acar dans Spider-Man: Far From Home (il n'apparaît pas sous les traits du Caméléon dans le film, mais il travaille pour Mystério) et par Fred Hechinger dans KKraven the Hunter.
- Carnage (Cletus Kasady) : incarné par Woody Harrelson dans Venom et Venom: Let There Be Carnage.
- Shriek (Frances Louise Barrison) : incarné par Naomie Harris dans Venom: Let There Be Carnage.
- Morbius (Michael Morbius) : incarné par Jared Leto dans Morbius.
- Kraven le Chasseur (Serguei Kravinoff) : incarné par Aaron Taylor-Johnson dans Kraven the Hunter.
- Ezekiel Sims (en) : incarné par Tahar Rahim dans Madame Web.
- Le Punisher (Frank Castle) : incarné par Jon Bernthal dans Spider-Man: Brand New Day.

## Accueil

### Critique
| Spider-Man                                    | 90% (241 critiques) | 73⁄100 (38 critiques) | 4,2⁄5 (25 critiques) |
| Spider-Man 2                                  | 93% (271 critiques) | 83⁄100 (41 critiques) | 4,6⁄5 (18 critiques) |
| Spider-Man 3                                  | 63% (256 critiques) | 59⁄100 (40 critiques) | 3,7⁄5 (27 critiques) |
| Diptyque de Marc Webb                         |                     |                       |                      |
| The Amazing Spider-Man                        | 72% (325 critiques) | 66⁄100 (42 critiques) | 3⁄5 (25 critiques)   |
| The Amazing Spider-Man : Le Destin d'un héros | 52% (300 critiques) | 53⁄100 (50 critiques) | 3⁄5 (23 critiques)   |
| Univers cinématographique Marvel              |                     |                       |                      |
| Spider-Man: Homecoming                        | 93% (368 critiques) | 73⁄100 (51 critiques) | 3,5⁄5 (26 critiques) |
| Spider-Man: Far From Home                     | 92% (427 critiques) | 69⁄100 (55 critiques) | 3,2⁄5 (29 critiques) |
| Spider-Man: No Way Home                       | 94% (361 critiques) | 71⁄100 (58 critiques) | 3.3⁄5 (25 critiques) |
| Trilogie animé Spider-Verse                   |                     |                       |                      |
| Spider-Man: New Generation                    | 97% (358 critiques) | 87⁄100 (50 critiques) | 4,2⁄5 (25 critiques) |
| Spider-Man: Across the Spider-Verse           | 95% (254 critiques) | 87⁄100 (56 critiques) | 4,1⁄5 (25 critiques) |

### Box-office
| Film                                          | Année                 | Recettes au box-office | Recettes au box-office | Recettes au box-office | Entrées               | Budget                | Réf(s)                |
| Film                                          | Année                 | États-Unis Canada      | Reste du monde         | Mondial                | France                | Budget                | Réf(s)                |
| Trilogie de Sam Raimi                         | Trilogie de Sam Raimi | Trilogie de Sam Raimi  | Trilogie de Sam Raimi  | Trilogie de Sam Raimi  | Trilogie de Sam Raimi | Trilogie de Sam Raimi | Trilogie de Sam Raimi |
| --------------------------------------------- | --------------------- | ---------------------- | ---------------------- | ---------------------- | --------------------- | --------------------- | --------------------- |
| Spider-Man                                    | 2002                  | 407 950 786 $          | 422 302 686 $          | 830 077 235 $          | 6 477 438             | 139 millions $        | ,                     |
| Spider-Man 2                                  | 2004                  | 374 747 694 $          | 419 691 138 $          | 794 028 652 $          | 5 335 462             | 200 millions $        | ,                     |
| Spider-Man 3                                  | 2007                  | 337 591 104 $          | 563 505 269 $          | 901 096 373 $          | 6 336 433             | 258 millions $        | ,                     |
| Sous-total                                    | Sous-total            | 1 120 289 285 $        | 1 405 499 093 $        | 2 525 788 378 $        | 18 149 333            | 597 millions $        |                       |
| Diptyque de Marc Webb                         |                       |                        |                        |                        |                       |                       |                       |
| The Amazing Spider-Man                        | 2012                  | 262 782 352 $          | 500 200 510 $          | 762 982 862 $          | 2 541 995             | 230 millions $        | ,                     |
| The Amazing Spider-Man : Le Destin d'un héros | 2014                  | 203 605 622 $          | 510 428 900 $          | 714 034 522 $          | 2 324 171             | 230 millions $        | ,                     |
| Sous-total                                    | Sous-total            | 466 387 974 $          | 1 010 629 410 $        | 1 477 017 384 $        | 4 866 166             | 460 millions $        |                       |
| Univers cinématographique Marvel              |                       |                        |                        |                        |                       |                       |                       |
| Spider-Man: Homecoming                        | 2017                  | 334 952 829 $          | 551 266 294 $          | 886 219 350 $          | 2 319 962             | 175 millions $        | ,                     |
| Spider-Man: Far From Home                     | 2019                  | 391 283 774 $          | 745 696 421 $          | 1 136 980 195 $        | 3 226 105             | 160 millions $        | [ 46 ]                |
| Spider-Man: No Way Home                       | 2021                  | 814 886 759 $          | 1 167 378 137 $        | 1 982 264 896 $        | 7 405 422             | 200 millions $        | [ 47 ]                |
| Sous-total                                    | Sous-total            | 1 541 123 362 $        | 2 463 340 852 $        | 4 005 464 441 $        | 12 951 489            | 535 millions $        |                       |
| Trilogie animé Spider-Verse                   |                       |                        |                        |                        |                       |                       |                       |
| Spider-Man: New Generation                    | 2018                  | 190 241 310 $          | 194 057 426 $          | 384 298 736 $          | 790 778               | 90 millions $         | ,                     |
| Spider-Man: Across the Spider-Verse           | 2023                  | 381 593 754 $          | 309 304 156 $          | 690 897 910 $          | 1 929 481             | 100 millions $        | ,                     |
| Sous-total                                    | Sous-total            | 571 835 064 $          | 503 361 582 $          | 1 075 196 646 $        | 2 720 259             | 190 millions $        |                       |
| Totaux des franchises                         |                       |                        |                        |                        |                       |                       |                       |
| Totaux                                        | Totaux                | 3 699 635 685 $        | 5 382 830 937 $        | 9 083 466 849 $        | 38 687 247            | 1 782 milliards $     | ,                     |